# Моховик різнобарвний
Моховик різнобарвний (Hortiboletus rubellus) — вид грибів родини болетових (Boletaceae).

## Будова
Шапинка 3-6 (10) см у діаметрі, пурпурова, вишнева, з віком оливкувато-вишнева, тонкоповстиста, згодом майже гола, суха, часто з тріщинами, крізь які видно жовтий м'якуш. Шкірка не знімається. Пори жовті, потім оливкуваті, кутасті, з зубчастими краями, від дотику зеленіють.
Спори оливкувато-жовті, 9-14 Х 5-6 мкм.
Ніжка 3-5(10) Х 0,5-3 см, щільна, жовтуватовишнево-червона, волокниста-зернисто, згодом гола. 
М'якоть шапки та ніжки жовтий, при розрізуванні ніжки на повітрі вгорі зеленіє, донизу червоніє.

## Поширення та середовище існування
Зустрічається по всій Україні. Росте в листяних та мішаних лісах; у липні — жовтні. 

## Практичне використання
Їстівний гриб. Використовують свіжим, про запас сушать.